# Nuevo Milenio Toluca
Nuevo Milenio Toluca är en ort i Mexiko.   Den ligger i kommunen Montecristo de Guerrero och delstaten Chiapas, i den sydöstra delen av landet, 800 km sydost om huvudstaden Mexico City. Nuevo Milenio Toluca ligger 1 308 meter över havet och antalet invånare är 185.
Terrängen runt Nuevo Milenio Toluca är kuperad västerut, men österut är den bergig. Runt Nuevo Milenio Toluca är det ganska glesbefolkat, med 39 invånare per kvadratkilometer. Närmaste större samhälle är Nueva Palestina, 17,8 km nordväst om Nuevo Milenio Toluca. I omgivningarna runt Nuevo Milenio Toluca växer huvudsakligen savannskog.